# La fronda aristocrática en Chile
La fronda aristocrática en Chile (1928) es un libro del historiador chileno Alberto Edwards Vives en el que da a conocer su interpretación sobre la historia de Chile basado en el orden aristocrático y el autoritarismo. El libro está compuesto por una serie de artículos publicados en el diario El Mercurio, que tienen una lógica histórica común.
Tiene una influencia muy grande de la obra La decadencia de Occidente (1918-1923), de Oswald Spengler, según el cual la cultura occidental estaba en su etapa de agonía de la historia universal. Edwards insertó esta idea a la realidad chilena, y habla de que el momento de mayor esplendor de Chile fue con la «república en forma», creada con los valores del patriotismo, honradez, prudencia y espíritu de empresa, forjados por lo que llamó la «fronda aristocrática».
La obra es puramente interpretativa, y es producto del rechazo de Edwards hacia su época, y como la solución era un giro hacia la tradición. Impactó profundamente y aún se le sigue citando por los intelectuales más conservadores para justificar sus posiciones.

## Contenido
En La fronda aristocrática, Edwards interpreta la historia política chilena del siglo XIX como una permanente pugna entre un estado autoritario y despersonalizado frente a una aristocracia —la «fronda»— que busca evitar el fortalecimiento de un estado central capaz de amagar sus intereses, pero que en ciertos momentos debe entregarse a éste para asegurar la estabilidad de las instituciones, el orden público y el respeto a las prerrogativas de la iglesia.
Sitúa en el pasado colonial el origen de este poder impersonal y el respeto casi inconsciente que por él tiene la población. Las convulsiones políticas que siguieron a la independencia amenazaron los intereses de la aristocracia, que para restaurar el orden aceptó la concentración de poderes en el gobierno y en un líder: Diego Portales.
Para Edwards, Portales fue la figura que logró dar forma a este estado autoritario, impersonal y virtuoso, que generó un orden institucional estable, el progreso de toda la nación y el respeto por los intereses de la aristocracia. Cuando estos factores entraron en contradicción, la aristocracia le retiró su apoyo al estado autoritario y actuó políticamente para debilitarlo. Así se gestó su lucha por el poder con el ejecutivo, del que resultó la Guerra Civil de 1891 y el periodo de la República Parlamentaria, lo cual se vio acelerado por la aparición de la clase media y el proletariado.